# Generaliteitslanden

Generaliteitslanden in de Verenigde Provinciën (1648–1785).

Generaliteitslanden waren gebieden die in de tijd van de Republiek der Zeven Verenigde Nederlanden onder gezag van de Staten-Generaal vielen. Het bestuur werd uitgeoefend door de Raad van State.

## Overzicht van de generaliteitslanden
De generaliteitslanden waren:

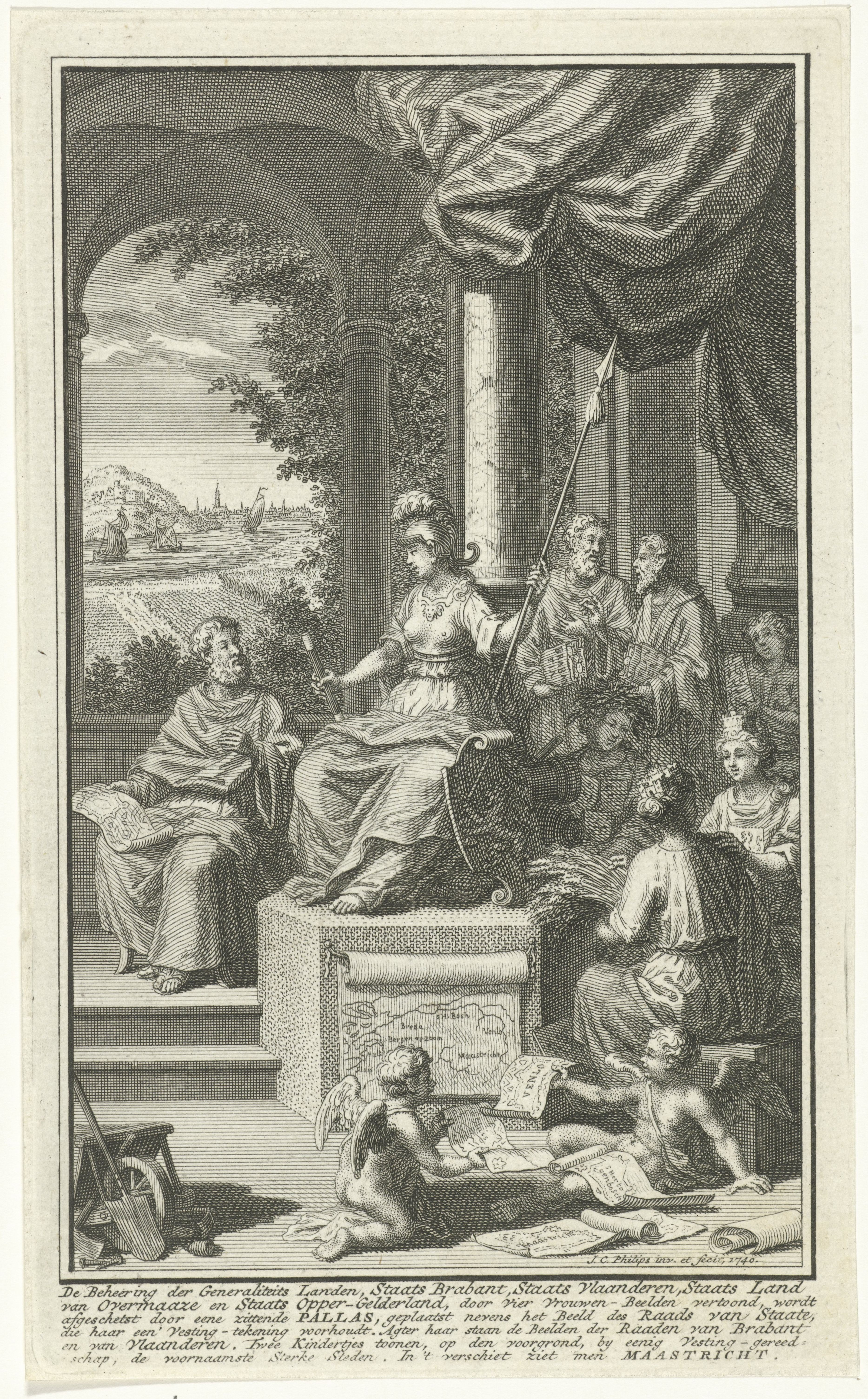
Allegorische weergave van de "Beheering der Generaliteits Landen", 1740

- Staats-Brabant, ruwweg de huidige provincie Noord-Brabant, uitgezonderd enige gebieden in het noorden en oosten, maar inbegrepen de zogenaamde redemptiedorpen bij Maastricht. De stad Maastricht zelf had een speciale status als tweeherige stad.
- Staats-Vlaanderen, in grote lijnen het huidige Zeeuws-Vlaanderen. Het land van Axel had een bijzondere status als committimus van Zeeland, evenals de exterritoriale forten Lillo, Liefkenshoek, Kruisschans (bij het huidige Hansadok) en Frederik Hendrik (bij Berendrecht).
- Westerwolde en Wedde, het zuidoosten van de huidige provincie Groningen. Na de Reductie van Groningen een generaliteitsland van 1594 tot 1619, daarna de facto deel van Stad en Lande van Groningen.
- Staats-Overmaas, gebieden in het huidige Zuid-Limburg en de provincie Luik. Bij het sluiten van de Vrede van Münster (1648) kon tussen Spanje en de Republiek geen overeenstemming worden bereikt over de toewijzing van de Landen van Overmaas. Met het Partagetraktaat van 1661 werd het geschil uiteindelijk bijgelegd.
- Staats-Opper-Gelre, gebieden in het huidige Noord-Limburg met de stad Venlo. Na de Spaanse Successieoorlog (1701–1713) werd Spaans Opper-Gelre gedeeltelijk door Pruisen geannexeerd (1702) als Pruisisch Opper-Gelre, een deel werd Staats-Opper-Gelre en de rest bleef Habsburgs als Oostenrijks-Gelre.

Soms wordt de bewoording Staats-Limburg gebruikt, waar in feite Staats-Opper-Gelre en/of Staats-Overmaas wordt bedoeld. Staats-Limburg is een onjuiste naam, want het eigenlijke hertogdom Limburg bleef onverdeeld tot de Spaanse c.q. Oostenrijkse Nederlanden behoren.

## Positie in de Republiek
In de Republiek hadden zeven gewesten een vertegenwoordiging in de Staten-Generaal: Stad en Lande (Groningen), Friesland, de heerlijkheid Overijssel, het hertogdom Gelre, de heerlijkheid Utrecht, het graafschap Holland en West-Friesland, en Zeeland. Drenthe en de generaliteitslanden kregen geen afvaardiging in het landsbestuur, de generaliteitslanden omdat het voornamelijk rooms-katholieke gebieden waren die in een later stadium van de Tachtigjarige Oorlog op de koning van Spanje veroverd waren, of in sommige gevallen zelfs pas verkregen werden na het einde van de Spaanse Successieoorlog in 1713, zoals Staats-Opper-Gelre. Ze fungeerden in veel gevallen als bufferzone tussen de Republiek en de Spaanse, respectievelijk Oostenrijkse Nederlanden.
In economisch opzicht werden ze als wingewesten uitgebuit met zware belastingen en heffingen. Zoals een auteur het stelt: "Terug in de Nederlandse schoot werden deze zogenoemde generaliteitslanden lange tijd bestuurd als een soort interne koloniën, waarbij katholieken als tweederangs burgers werden behandeld, tot 1795 de jure en tot ver in de negentiende eeuw de facto". Door de regering van de Bataafse Republiek werden de exclaves (Zeeuws-Vlaanderen en Limburg) in 1795 afgestaan aan Frankrijk. In 1814 werd een deel van de generaliteitslanden verenigd in nieuwe provincie Noord-Brabant. Limburg werd pas in 1867 aan Nederland toegevoegd als provincie.